# Jessica Bird
Pour les articles homonymes, voir Bird et Ward.
Œuvres principales
- Série Anges déchus
- Série La Confrérie de la dague noire

Jessica Rowley Pell Bird aussi connue sous le pseudonyme J. R. Ward, née le 15 avril 1969 à Boston dans le Massachusetts, est une romancière américain. Elle est connue pour ses romances paranormales, tel que La Confrérie de la dague noire. Elle a reçu le Rita Award par l'association Romance Writers of America.

## Biographie
Jessica Bird vit dans le sud des États-Unis avec son mari. Diplômée de droit, elle a travaillé dans le milieu de la santé à Boston et a été chef de service dans un des plus grands centres médicaux du pays. Elle a toujours été passionnée d'écriture et son idée du paradis ressemble à une journée passée devant son ordinateur en compagnie de son chien avec une cafetière pleine toujours à portée de main. Sa série La Confrérie de la dague noire a connu un succès phénoménal aux États-Unis. 

## Œuvres

### Sous le nom de J. R. Ward

#### Univers deLa Confrérie de la dague noire

##### SérieLa Confrérie de la dague noire
1. L'Amant ténébreux, Milady, 2010 ((en) Dark Lover, 2005)
2. L'Amant éternel, Milady, 2010 ((en) Lover Eternal, 2006)
3. L'Amant furieux, Milady, 2010 ((en) Lover Awakened, 2006)
4. L'Amant révélé, Milady, 2010 ((en) Lover Revealed, 2007)
5. L'Amant délivré, Milady, 2011 ((en) Lover Unbound, 2007)
6. L'Amant consacré, Milady, 2011 ((en) Lover Enshrined, 2008)

6,5 (en) Father Mine: Zsadist and Bella's Story, 2008Publiée dans The Black Dagger Brotherhood: An Insider's Guide
1. L'Amant vengeur, Bragelonne, 2012 ((en) Lover Avenged, 2009)
2. L'Amant réincarné, Bragelonne, 2012 ((en) Lover Mine, 2010)
3. L'Amant déchaîné, Bragelonne, 2013 ((en) Lover Unleashed, 2011)
4. L'Amant ressuscité, Bragelonne, 2013 ((en) Lover Reborn, 2012)
5. L'Amant désiré, Bragelonne, 2014 ((en) Lover At Last, 2013)
6. L'Amant souverain, Bragelonne, 2015 ((en) The King, 2014)
7. L'Amant des ombres, Bragelonne, 2016 ((en) The Shadows, 2015)
8. L'Amant sauvage, Bragelonne, 2017 ((en) The Beast, 2016)
9. L'Amant rebelle, Milady, 2018 ((en) The Chosen, 2017)
10. L'Amant maudit, Milady, 2018 ((en) The Thief, 2018)
11. L'Amant déchiré, Milady, 2019 ((en) The Savior, 2019)
12. L'Amant repenti, Milady, 2020 ((en) The Sinner, 2020)

18,5 L'Amant perdu, Milady, 2022 ((en) A Warm Heart in Winter, 2020)
1. L'Amant trahi, Milady, 2021 ((en) Lover Unveiled, 2021)
2. L'Amant rêvé, Milady, 2023 ((en) Lover Arisen, 2022)

Hors sérieGuide de la confrérie de la dague noire, Bragelonne, 2012 ((en) The Black Dagger Brotherhood: An Insider's Guide, 2008)
Nouvelles
- (en) The Story of Son, 2008Publiée dans Dead After Dark
- (en) Dearest Ivie, 2018Uniquement en ebook

##### SérieL'Héritage de la dague noire
1. Baiser de sang, Milady, 2016 ((en) Blood Kiss, 2015)
2. Pacte de sang, Milady, 2017 ((en) Blood Vow, 2016)
3. Rage de sang, Milady, 2018 ((en) Blood Fury, 2018)
4. Serment de sang, Milady, 2020 ((en) Blood Truth, 2019)

##### SérieLes Prisonniers de la dague noire
1. Le Renégat, Milady, 2021 ((en) The Jackel, 2020)
2. Le Hors-la-loi, Milady, 2022 ((en) The Wolf, 2021)
3. (en) The Viper, 2022

##### SérieWolven
1. Le Loup solitaire, Milady, 2022 ((en) Claimed, 2021)
2. La Traque du loup, Milady, 2023 ((en) Forever, 2022), trad. Frédéric Grut, 360 p.  (ISBN 978-2-8112-2299-4)
3. (en) Mine, 2024

### SérieFamille Bradford
1. (en) The Bourbon Kings, 2015
2. (en) The Angel's Share, 2016
3. (en) Devil's Cut, 2017

### Sous le nom de Jessica Bird

#### SérieAnges déchus
1. Convoitise, Milady, 2012 ((en) Covet, 2009)
2. Addiction, Milady, 2013 ((en) Crave, 2010)
3. Jalousie, Milady, 2013 ((en) Envy, 2011)
4. Extase, Milady, 2013 ((en) Rapture, 2012)
5. Possession, Milady, 2014 ((en) Possession, 2013)
6. Immortalité, Milady, 2015 ((en) Immortal, 2014)

#### Romans indépendants
- (en) Leaping Hearts, 2002
- (en) Heart of Gold, 2003
- (en) An Unforgettable Lady, 2004
- (en) An Irresistible Bachelor, 2004